# Genera Filicum: The Genera of Ferns
Genera Filicum: The Genera of Ferns (abreviado Gen. Fil.) fue una revista ilustrada con descripciones botánicas que fue editada por el botánico y agrónomo estadounidense, Edwin Bingham Copeland. Se publicó  en 1947.